# Squash na Igrzyskach Małych Państw Europy 2011
Squash na Igrzyskach Małych Państw Europy 2011, odbył się w dniach 31 maja-6 czerwca w hali Squash House w Vaduz. Tabelę medalową wygrali zawodnicy z Malty, którzy sięgnęli aż po cztery złote medale – wygrywając tym samym we wszystkich konkurencjach.

## Uczestnicy
- Andora
- Cypr
- Islandia
- Liechtenstein
- Luksemburg
- Malta
- Monako
- San Marino

## Medaliści

### Mężczyźni
| Kategoria      |                                                                                                |                                                                                                | |
| -------------- | ---------------------------------------------------------------------------------------------- | ---------------------------------------------------------------------------------------------- | --- |
| Gra pojedyncza | Brad Hindle                                                                                    | Sanjay Rava                                                                                    | Christian Billard                                                                                    |
| Gra pojedyncza | Brad Hindle                                                                                    | Sanjay Rava                                                                                    | Marcel Rothmund                                                                                      |
| Drużynowo      | Malta · Carl Camilleri · Mark Lupi · Daniel Zammit Lewis · Joseph Desira · Brad Hindle Deguara | Luksemburg · Keith Darlington · Marcel Kramer · Stephane Ayache · Daniel Kaiser · Sanjay Raval | Liechtenstein · Markus Sulser · Finlay Sky Davey · Peter Maier · Linus Schnarwiler · Marcel Rothmund |

### Kobiety
| Kategoria      |                                                                  |                                                                  |                                                             |
| -------------- | ---------------------------------------------------------------- | ---------------------------------------------------------------- | ----------------------------------------------------------- |
| Gra pojedyncza | Diana Desira                                                     | Sandra Denis                                                     | Vaso Karasava Hambides                                      |
| Gra pojedyncza | Diana Desira                                                     | Sandra Denis                                                     | Anabelle Olivieri Munroe                                    |
| Drużynowo      | Malta · Johanna Rizzo · Annabelle Olivieri Munroe · Diane Desira | Cypr · Femke Ellens · Christina Vrahimi · Vaso Karasava Hambides | Luksemburg · Claudia Mich · Francoise Donven · Sandra Denis |

## Tabela medalowa
| Poz.    | Państwo       |   |   |   | Łącznie |
| ------- | ------------- | - | - | - | ------- |
| 1       | Malta         | 4 | 0 | 1 | 5       |
| 2       | Luksemburg    | 0 | 3 | 1 | 4       |
| 3       | Cypr          | 0 | 1 | 1 | 2       |
| 4       | Liechtenstein | 0 | 0 | 2 | 2       |
| 5       | Monako        | 0 | 0 | 1 | 1       |
| Łącznie | Łącznie       | 4 | 4 | 6 | 14      |